# Svante Törnvall
Svante Törnvall, med spansk stavning stundom Svante Tornvall, med spanskt namnskick (som nämner först faderns och sedan moderns familjenamn) Svante Törnvall Strömsten (stundom Svante Tornvall Stromsten), född 10 juli 1916 i Coquimbo, död 1 mars 2004 i Santiago de Chile, var en svenskättad chilensk kirurg, idrottsman och diplomat. Han var Chiles ambassadör i Sverige 1974–1982.

## Biografi
Svante Törnvall föddes i Coquimbo i Chile av invandrade svenska föräldrar. Han blev kirurg 1940, fortbildades i Argentina, Sverige, Danmark, England och Förenta staterna, och var en ledande utövare av kardiovaskulär kirurgi i Chile. Han blev professor i kirurgi 1967 vid Universidad de Chile. Chiles ledande samfund för kirurger, Sociedad de Cirujanos de Chile, gav honom sin högsta utmärkelse Maestro de la Cirugía Chilena år 1983. År 1984 blev han invald i Chiles medicinska akademi Academia de Medicina på stol nummer 22.
Chiles dåvarande regering under Augusto Pinochet Ugarte lade stor vikt vid Sverige, eftersom många chilenare flytt dit efter militärkuppen 1973, och eftersom Sverige använde sitt internationella inflytande för att motarbeta Pinochetregeringen. Utan diplomatisk erfarenhet utnämndes den svensktalande Svante Törnvall 1974 till ambassadör i Sverige med sidoackreditering i Finland, Danmark och Island, och tjänstgjorde till 1982. I Sverige samarbetade han med Svensk‑chilenska sällskapet för att förbättra bilden av Pinochetregeringen, och ambassaden försökte sprida tryckta skrifter som gav Pinochetregeringens syn på läget i Chile. En okonventionell påverkanskampanj var att Chiles regering stödde adoption av chilenska barn till Sverige. Syftet var att Chiles regering skulle framstå som humanitär, och på så sätt mildra bilden av Chile under Pinochet som en förtryckande diktatur. Enligt forskaren Karen Alfaro stödde Svante Törnvall detta adoptionsprogram, som i stort sett sammanföll med Pinochets regeringstid och omfattade mer än 2100 barn.
Han representerade Chile i vattenpolo vid olympiska sommarspelen 1948.